# Scipione Piattoli
Scipione Piattoli, né à Florence le 10 novembre 1749 et mort à Altenbourg le 12 avril 1809, est un écrivain et homme politique italien, conseiller d'État de l'Empire russe.

## Biographie
Scipione Piattoli naquit à Florence le 10 novembre 1749. D'abord piariste, puis chapelain du comte Filippo Giuseppe Marchisio, premier ministre du duc de Modène François III, il sut profiter utilement de la bibliothèque du ministre, comme aussi de celle da duc. C'est là que la princesse Elżbieta Lubomirska fit sa connaissance. Elle s'en fit accompagner dans ses voyages, et le nomma précepteur de son pupille, Henryk Lubomirski. Il fut présenté au roi Stanislas II à Varsovie, qui en fit son lecteur, et bientôt l'honora de toute sa confiance. Piattoli parvint ainsi jouir de la société des personnages les plus éclairés et du plus haut rang en Pologne. Il abandonna alors la littérature ancienne et moderne pour ne s'occuper que des sciences politiques, et particulièrement du droit public de Pologne. Piattoli traça avec Hugo Kołłątaj et Ignacy Potocki, le plan de la Constitution du 3 mai 1791. Dès qu'elle fut renversée, et que le second partage de la Pologne fut consommé, il accompagna Stanislas Potocki, en 1794, dans son voyage à Karlsbad, où ils furent arrêtés comme suspects, et renfermés dans la forteresse de Thérésienstadt. Potocki fut bientôt après mis en liberté, mais Piattoli fut obligé de vivre longtemps à Prague, sous la surveillance de la police. Enfin, en 1800, il obtint la permission de quitter la Bohême, mais avec la condition expresse et sur l'assurance de la duchesse douairière de Courlande que jamais il n'écrirait rien sur la Pologne. Piattoli passa la plupart de son temps à Berlin et à Löbichau, dans la maison de la duchesse, en s'occupant de l'éducation de la jeune princesse Dorothée, plus tard duchesse de Dino. Il entreprit, en 1805, le voyage de Saint-Pétersbourg pour y arranger les affaires de l'héritage de la duchesse. Il y fut appelé à la commission de législation, et fut élevé à la dignité de conseiller d'État de l'empire. Biontôt après, la duchesse vint aussi à Saint-Pétersbourg pour ses affaires : Piattoli l'accompagna dans son retour en Courlande, et y épousa une de ses dames de compagnie, Julia von Vietinghoff. S'étant établi à Altenbourg il y mourut le 12 avril 1809.